# جيمس إدوارد يونغ
جيمس إدوارد يونغ (بالإنجليزية: James Edward Young) هو فيزيائي أمريكي، ولد في 18 يناير 1926 في ويلينغ في الولايات المتحدة.